# Милла (растение)
Милла (лат. Milla) — род травянистых растений семейства Спаржевые (Asparagaceae), распространённый Гватемале, Мексике и США (штаты Аризона и Нью-Мексико).
Род назван в честь испанского садовника, главного садовника ботанического сада Мадрида Хулиана Мильи (исп. Julian Milla, XVIII век).

## Ботаническое описание
Многолетние, клубнелуковичные, травянистые растения. Листья прикорневые, в числе 2—7, линейные, желобчатые или вальковатые.
Плоды коробочковидные, раскрываются локулицидно. Семена многочисленные, чёрные, уплощённые.

## Виды
Род включает 11 видов:
- Milla biflora Cav. typus — Милла двухцветковая
- Milla bryanii I.M.Johnst.
- Milla delicata H.E.Moore
- Milla filifolia T.M.Howard
- Milla magnifica H.E.Moore
- Milla mexicana T.M.Howard
- Milla mortoniana H.E.Moore
- Milla oaxacana Ravenna
- Milla potosina T.M.Howard
- Milla rosea H.E.Moore
- Milla valliflora J.E.Gut. & E.Solano